# Мост Пусанхан
Пусанхан-тэгё (кор. 부산항 대교) — автомобильный мост через Северный порт и залив Пусанман, соединяющий районами Йондо с Намку города-метрополиса Пусан, Республика Корея. Его длина около 3331 метров. Строительство началось в декабре 2006 года, и было завершено в мае 2014 года. Проектное название этого моста было Пукхан-тэгё (кор. 북항대교, буквально «Большой мост Северного порта»).